# Мулан 2
«Мула́н 2» (англ. Mulan II) — полнометражный мультипликационный фильм, выпущенный в 2004 году студией Walt Disney Pictures, и сиквел мультфильма «Мулан» (1998). Был выпущен сразу на видео.

## Сюжет
Прошёл месяц с тех пор, как Фа Мулан вернулась с победой домой. Генерал Ли Шанг просит её руки и получает согласие. Услышав об их помолвке, дракон Мушу радуется до тех пор, пока предки, которым уже успела надоесть заносчивость дракона, не разъяснили ему, что после заключения брака Мулан перестанет быть его подопечной, и он потеряет своё место хранителя и пьедестал. Желая сохранить свой пост, Мушу решает рассорить парочку.
В это же время император Китая просит Мулан и генерала Шанга сопровождать его трёх дочерей — принцесс Мэй, Тинь-Тинь и Су — в королевство Ки Гон (палл. Цюйгун), где последние должны выйти замуж за сыновей правителя Чина и заключить союз с Китаем, чтобы монголы не напали на страну. Если не сделать этого за три дня, то альянс распадётся. В качестве охранников Мулан и Шанг берут с собой Яо, Линга и Чьен-По.
Принцессы влюбляются в свой эскорт. Однажды ночью парочки нарушают приказ генерала — не покидать лагерь — и идут в деревню. И строившему весь путь козни Мушу наконец удаётся поссорить Мулан с женихом. Когда путники проезжают по бандитской территории, Мушу раскаивается в том, что поссорил пару. Мулан собирается помириться с Шангом, но путников замечают монголы, и начинается битва. В результате Мулан и Шанг оказываются на верёвочном мосту, на котором убегающие монголы обрезают верёвки.
Шанг и Мулан оказываются висящими на верёвке над пропастью. Шанг понимает, что верёвка не выдержит их обоих, и отпускает руку Мулан, чтобы спасти ей жизнь, а сам падает в пропасть. Решив, что её возлюбленный погиб, главная героиня едет в Ки Гон одна, чтобы спасти принцесс от брака по расчёту. Исполнив при этом план императора, она сама собирается выйти замуж за одного из принцев, а именно Джики. Шанг, который выжил после падения, вмешивается в церемонию.
С помощью Мушу, притворившегося Великим Золотым Драконом Единства, ситуацию удалось урегулировать. Мулан вышла замуж за своего возлюбленного, а принцессы остались с воинами. После свадьбы Шанг объединяет храмы двух семейств, благодаря чему Мушу сохраняет своё положение.

## Персонажи
- Фа Мулан (англ. Fa Mulan, палл. Фа Мулань) — главная героиня мультфильма. Добрая и сообразительная 19-летняя девушка, которая считает, что долг человека — слушать своё сердце. Она влюблена в Ли Шанга. При любых обстоятельствах Мулан ищет новые пути решения, в отличие от Шанга, и это часто становится причиной их ссор. Она сочувствует принцессам и воинам и всячески поощряет их отношения, хоть и перечит при этом генералу Шангу.
- Ли Шанг (англ. Li Shang, палл. Ли Шан) — 26-летний генерал императорской армии. Очень добрый, серьёзный, умный и находчивый человек. Иногда бывает и немного жестоким, однако на самом деле так и остаётся добрым. Действует по планам и картам, и никогда не хочет ждать наития, но вскоре решается сделать это. Также не любит, чтобы все действовали по своему желанию, и считает, что все обязаны выполнять свой долг (хотя именно из-за того, что Мулан обошла его, они и встретились). Вскоре Шанг тоже действует, повинуясь собственному сердцу.
- Тинь-Тинь (англ. Ting Ting, палл. Тин Тин) — первая дочь императора. На первый взгляд, она самая серьёзная из трёх принцесс. Но на самом деле Тинь-Тинь стесняется своего смеха. Она влюбляется в Линга, которого её смех не смущает.
- Мэй (англ. Mei) — вторая дочь императора. Ей нравится Яо. Поговорив с Мулан, Мэй понимает, что не сможет выйти замуж за принца. Поэтому она решается написать отцу письмо с сообщением о том, что не сможет исполнить эту миссию, так как влюблена в другого человека.
- Су (англ. Su) — третья дочь императора и очень весёлая принцесса. Влюбляется в Чьен-По.

## Роли озвучивали
| Персонаж                      | Актёр                                   |
| ----------------------------- | --------------------------------------- |
| Фа Мулан                      | Мин-На (речь)/Леа Салонга (вокал)       |
| Ли Шанг (генерал)             | Би Ди Вонг                              |
| Мушу (дракон)                 | Марк Мосли                              |
| Принцесса Мэй                 | Люси Лью (речь)/Бет Блэнкеншип (вокал)  |
| Яо                            | Харви Файерстин                         |
| Принцесса Тинь-Тинь           | Сандра О (речь)/Джуди Кун (вокал)       |
| Линг                          | Гедди Ватанабэ                          |
| Принцесса Су                  | Лорен Том (речь)/Мэнди Гонзалес (вокал) |
| Чьен-По                       | Джерри Тондо                            |
| Император Китая               | Пэт Морита                              |
| Первый Предок                 | Джордж Такэй                            |
| Бабушка Фа                    | Джун Форей                              |
| Фа Ли (мать Мулан)            | Фреда Фо Шен                            |
| Фа Зу (отец Мулан)            | Сун-Тек Ох                              |
| Кри-Ки                        | Фрэнк Уэлкер                            |
| Ша-Рон                        | Джиллиан Генри                          |
| Владелица небольшого магазина | Мишель Кван                             |
| Советник во дворце            | Брайан Точи                             |
| Сваха                         | Эйприл Уинчелл                          |
| Правитель Чин                 | Кион Янг                                |
| Принц Джики                   | Роб Полсен                              |